# Odznaka „Krzyż Powstania Warszawskiego”
Odznaka „Krzyż Powstania Warszawskiego”, Odznaka „Za Zabicie w Walce Oficera SS”, Krzyż z Powstania Warszawskiego lub Odznaka nieformalna z Powstania Warszawskiego (wszystkie nazwy umowne) – nieoficjalne odznaczenie wojskowe prawdopodobnie Zgrupowania „Chrobry II” nadawane polskim żołnierzom za odwagę i szczególne zasługi w trakcie powstania warszawskiego.

## Historia
Krzyż ten wytwarzano poprzez przerobienie niemieckiego Krzyża Żelaznego w ten sposób, że na jego awersie mocowano monetę 1 złoty z 1929 z wybitą na piersi orła Kotwicą Polskiego Państwa Podziemnego oraz datą.
Odznaka Krzyża zawieszana była na wstążce Krzyża Walecznych, której prawy pasek barwiono na czerwono.
Kolejne nadanie Krzyża oznaczano poprzez nałożenie poziomo na wstążkę gładkiego srebrnego okucia.
Liczba ani nazwiska odznaczonych nie są znane.